# Pingüí salta-roques meridional
El pingüí salta-roques meridional o pingüí emplomallat (Eudyptes chrysocome) és un ocell marí de la família dels esfeníscids (Spheniscidae). És un dels coneguts com pingüins crestats, degut a les contrastades plomes grogues que llueixen al cap. Aquests pingüins han patit alguns canvis quant a la seva classificació filogenètica, arran estudis genètics de principis del present segle.

## Taxonomia
El pingüí salta-roques era dividit en tres subespècies, però diferents estudis van propiciar que alguns autors consideraren justificat aquests grups com espècies de ple dret. així en la Classificació del Congrés Ornitològic Internacional (versió 2.8, 2011) apareixen, a més d'Eudyptes chrysocome (sensu stricto), les altres dues espècies escindides: Eudyptes filholi i Eudyptes moseleyi.
Avui es considera l'existència de dues subespècies, amb moseleyi com una espècie diferent: 
- E. chrysocome chrysocome.
- E. chrysocome filholi.

## Morfologia
- Fa 45 – 58 cm de llargària, amb un pes de 2 – 3,4 kg, excepcionalment més.
- Cap de color pissarra negrós i resta de les parts superiors gris blavós. Parts inferiors blanques.
- Línia estreta de plomes de color groc daurat des de l'obertura nasal, per dalt de l'ull i per sota del capell, acabades en plomes molt allargades.
- Iris vermell, bec roig taronja, potes de color carn.
- Els joves són similars, amb el mentó blanquinós, les plomes grogues del cap més clares i no allargades.

## Distribució
Ocell d'hàbits pelàgics, que cria a les illes de l'extrem sud de l'Argentina i Xile, properes a Cap d'Hornos, i les illes Malvines. Més tard es dispersen pels mars propers.

## Reproducció

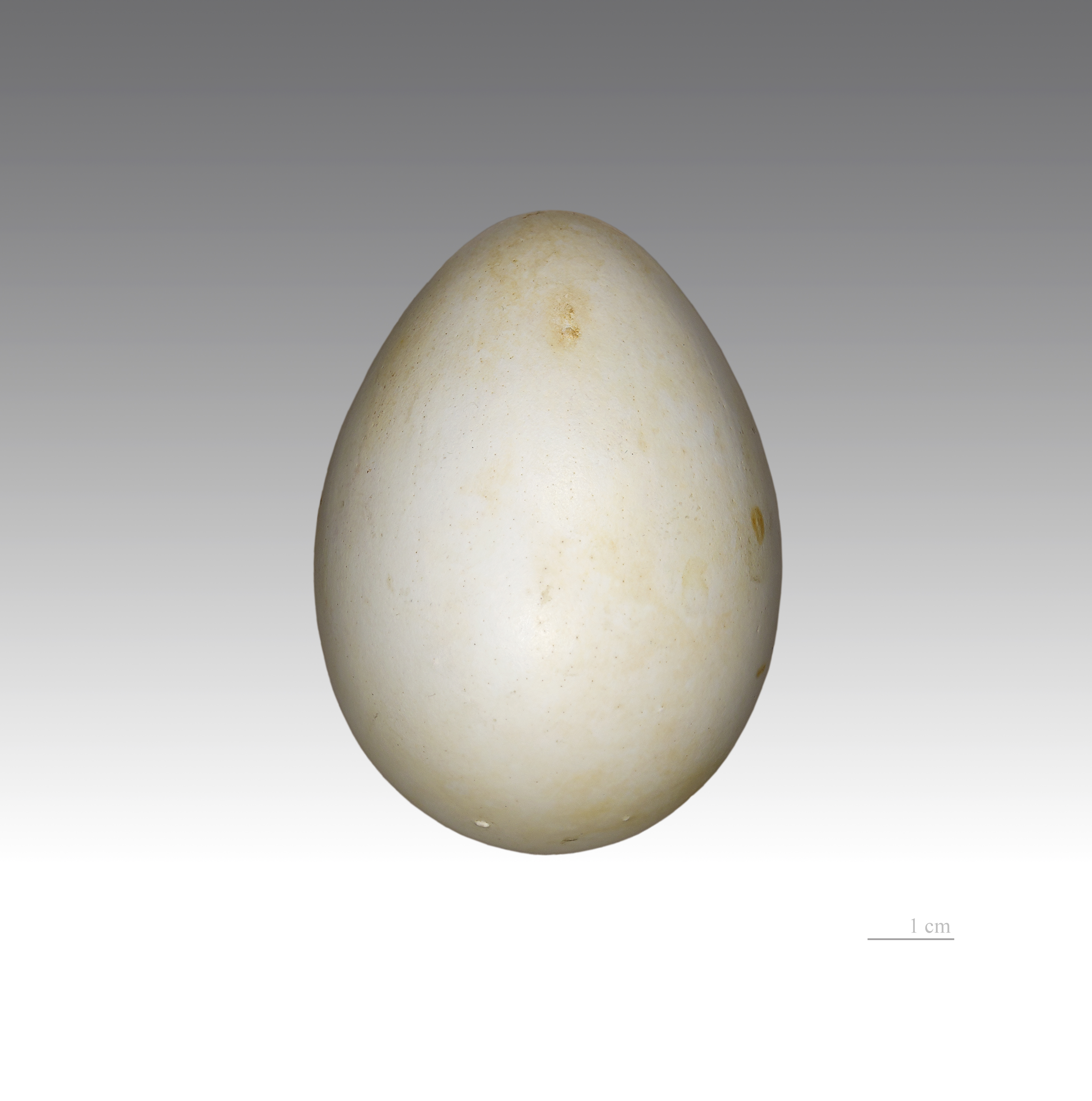
Ou

Formen colònies de cria des del nivell del mar fins a sobre de barrancs i encara terra endins. La temporada de reproducció va de setembre fins a novembre. Ponen dos ous, però únicament un és viable. Coven durant 35 dies.